# سعد الدين باشا العظم
سعد الدين العظم (تاريخ الولادة: 1717[بحاجة لمصدر]-الوفاة: الرقة سنة 1762) سياسي سوري عثماني ينتمي إلى آل العظم. هو ابن السياسي السوري العثماني إسماعيل باشا العظم وشقيق أسعد باشا العظم وابن شقيق سليمان باشا العظم، ووالد نصوح باشا العظم وكلهم من سياسيي الدولة العثمانية المرموقين.
كان سعد الدين باشا واليًا على إيالات حلب (1750 ـ 1752) وصيدا (1752، 1757ـ1759) وطرابلس الشام (1752 ـ 1757) ومصر (1757) ومرعش (1757، 1760) وجدة (1758 ـ 1760) وقونية (1760 ـ 1761) والرقة (1761 ـ 1762)، وانتهى الأمر بتعيينه واليًا على بغداد سنة 1762، غير أن وفاته حالت دون توليه هذا المنصب.